# Ihan (priimek)
Ihan je priimek v Sloveniji, ki ga je po podatkih Statističnega urada Republike Slovenije na dan 1. januarja 2010 uporabljalo 47 oseb.

## Pomembni nosilci priimka
- Alojz Ihan (*1961), zdravnik mikrobiolog, imunolog, univ. profesor, poljudni publicist ter književnik (pesnik, esejist, pisatelj)
- Nataša Ihan Hren (*1962), zdravnica maksilofacialna/oralna kirurginja, prof. MF